# Roger Van Overstraeten
Roger baron Van Overstraeten (Vlezenbeek, 7 december 1937 – Leuven, 25 april 1999) was een Vlaamse hoogleraar elektronica, de oprichter en de eerste algemeen directeur van het Interuniversitair Micro-Elektronica Centrum (imec) in Leuven.
Van Overstraeten studeerde van 1955 tot 1960 aan de Katholieke Universiteit Leuven, als burgerlijk ingenieur, elektrotechniek-werktuigkunde, richting elektronica. Deze periode werd gekenmerkt door de doorbraak van de geïntegreerde schakelingen, en Van Overstraeten koos dit domein voor zijn doctoraatsonderzoek. Dit doctoraat (over de doorslagspanning van diodes) behaalde hij in 1963, na amper drie jaar, aan de Stanford-universiteit in de Verenigde Staten, in het hartje van wat later Silicon Valley zou worden. In 1965 werd hij onderzoeker aan de KUL, waar hij in 1968 benoemd werd tot gewoon hoogleraar.
De passie voor de micro-elektronica bleef hem drijven, en in 1969 bouwt hij de eerste Belgische 'cleanroom', en start hij zijn onderzoek op zelfgemaakte chips. Aan het departement elektrotechniek stichtte hij de afdeling FEH (Fysica en elektronica van de Halfgeleiders).
In het begin van de jaren 1970 volgen industriële toepassingen, zoals de infraroodafstandsbediening en de eerste getransistoriseerde telefooncentrale. Een ander onderzoeksdomein van Van Overstraeten is de simulatie van transistoren en schakelingen, en het gebruik ervan bij het ontwerp van nieuwe chips; dit wordt later een van de kernexpertises van imec.
Een paar jaar na zijn aanstelling aan de KU Leuven richtte professor Van Overstraeten aan de universiteit het ESAT-laboratorium op (Electronics, Systems, Automation and Technology), waarvan hij directeur was tot 1984. Tussen 1972 en 1984 was hij ook voorzitter van het Departement Elektrotechniek.
In 1982 kreeg Van Overstraeten van de toenmalige Vlaamse Regering, in het kader van de DIRV-actie onder stimulans van de eerste Vlaamse Minister-President Gaston Geens, de kans om een ambitieuze "SuperLab" onderzoeksinstelling op te richten in het domein van de micro-elektronica. Dit werd in 1984 het Interuniversitair Micro-Elektronica Centrum (imec). Van Overstraeten werd algemeen directeur van imec, maar bleef ook doceren aan de KU Leuven. Hij was ook gasthoogleraar aan de universiteiten van Florida en Stanford in de Verenigde Staten, en van Pilani in India.
Zijn inzet voor de popularisering van de techniek mondde (postuum) uit in de oprichting van de Stichting Roger Van Overstraeten, die de 'kenniskloof' wil helpen dichten.
Roger Van Overstraeten ontving in 1986 de INSEAD Innovation Award, in 1987 een eredoctoraat van het Institut National Polytechnique de Grenoble, en kreeg in 1991 de 'Flanders Technology International Innovation Award'. Hij was ook lid van de Koninklijke Vlaamse Academie van België voor Wetenschappen en Kunsten. Van de ingenieursvereniging IEEE ontving hij in 1999 de "Frederik Philips Award" voor zijn inzet voor imec. In 1990 verleende Koning Boudewijn hem de titel van baron.
In 2008 werd een plein in de buurt van het Station van Leuven naar hem vernoemd. ROB-tv bracht ook verschillende reeksen over imec, waaronder een aflevering over zijn stichter: https://www.youtube.com/watch?v=u8t-mhEQRmo